# Sevim Sinmez Serbest
Sevim Sinmez Serbest (* 20. April 1987 in Mersin) ist eine ehemalige türkische Leichtathletin, die im Weit- und Dreisprung an den Start geht.

## Sportliche Laufbahn
Erste internationale Erfahrungen sammelte Sevim Sinmez-Serbest im Jahr 2006, als sie bei den Juniorenweltmeisterschaften in Peking mit 12,36 m in der Dreisprungqualifikation ausschied. Im Jahr darauf schied sie auch bei den U23-Europameisterschaften in Debrecen mit 12,14 m in der Vorrunde aus. 2012 gewann sie bei den Balkan-Hallenmeisterschaften in Istanbul mit 13,48 m die Bronzemedaille im Dreisprung und anschließend schied sie bei den Hallenweltmeisterschaften in ebendort mit 13,13 m in der Qualifikation aus. Im Juli belegte sie dann bei den Balkan-Meisterschaften in Eskişehir mit 11,34 m den sechsten Platz. Im Jahr darauf gewann sie bei den Balkan-Hallenmeisterschaften in Istanbul mit 6,34 m die Silbermedaille im Weitsprung und sicherte sich im Dreisprung mit 13,37 m die Bronzemedaille. Kurz darauf schied sie in beiden Bewerben bei den Halleneuropameisterschaften in Göteborg in der Vorrunde aus. Im Juli startete sie im bei der Sommer-Universiade in Kasan, verpasste dort aber mit 5,90 m den Finaleinzug im Weitsprung und wurde im Dreisprung mit 13,31 m Neunte. Anschließend gewann sie bei den Balkan-Meisterschaften in Stara Sagora mit 13,29 m die Bronzemedaille im Dreisprung und belegte im Weitsprungbewerb mit 5,71 m den fünften Platz. Im September gewann sie dann bei den Islamic Solidarity Games in Palembang mit 1,65 m die Silbermedaille im Hochsprung hinter ihrer Landsfrau Burcu Yüksel und klassierte sich im Dreisprung mit 12,81 m auf dem vierten Platz. Im selben Jahr belegte sie bei den Mittelmeerspielen in Mersin mit 5,61 m den zehnten Platz im Weitsprung und erreichte im Dreisprung mit 13,75 m Rang fünf. 2014 belegte sie dann bei den Balkan-Meisterschaften in Pitești mit 5,90 m den siebten Platz im Weitsprung und wurde im Dreisprung mit 13,08 m Fünfte. Daraufhin nahm sie im Dreisprung an den Europameisterschaften in Zürich teil und verpasste dort mit 12,38 m den Finaleinzug. Im Jahr darauf klassierte sie sich bei den Balkan-Meisterschaften in Pitești mit 12,64 m auf dem neunten Platz im Dreisprung und erreichte im Weitsprung mit 5,35 m Rang elf. 2016 bestritt sie in Ankara ihren letzten offiziellen Wettkampf und beendete damit ihre aktive sportliche Karriere als Leichtathletin im Alter von 29 Jahren.
In den Jahren 2013 und 2014 wurde Sinmez Serbest türkische Meisterin im Dreisprung sowie 2014 auch im Weitsprung. Zudem wurde sie 2012 und 2013 Hallenmeisterin im Dreisprung und siegte 2013 auch im Weitsprung.

## Persönliche Bestleistungen
- Hochsprung: 1,71 m, 16. Mai 2014 in Kayseri
  - Hochsprung (Halle): 1,62 m, 28. Februar 2015 in Istanbul
- Weitsprung: 6,36 m (+1,8 m/s), 9. Juni 2013 in Eskişehir
  - Weitsprung (Halle): 6,37 m, 3. Februar 2013 in Istanbul
- Dreisprung: 13,95 m (+1,1 m/s), 15. Juni 2013 in Istanbul
  - Dreisprung (Halle): 13,64 m, 9. Februar 2013 in Istanbul